# Domeniu public
Într-un context general, domeniul public se referă la idei, informații și lucrări care stau la dispoziția publicului larg. În contextul dreptului de proprietate intelectuală (care include drepturile de autor, brevete și mărci înregistrate), domeniul public se referă la lucrări, idei, date și informații care nu constituie proprietate privată și care pot fi utilizate de către toți oamenii, fără vreo limitare prin lege.
Lucrările sunt în domeniul public în cazul în care drepturile de proprietate intelectuală au expirat, în cazul în care drepturile de proprietate intelectuală sunt confiscate, sau în cazul în care nu sunt acoperite sau protejate de legile de proprietate intelectuală. Exemple: limba română, formulele mecanicii newtoniene, lucrările lui Shakespeare și Beethoven, sau și brevetele privind zborul cu reglaj electric. Termenul nu se aplică în mod normal la situații în care creatorul unei opere își păstrează drepturile reziduale ale lucrării, caz în care folosirea lucrării este menționată ca „sub licență” sau cu permisiune.

## Domeniul public al statului
Prin domeniu public al statului se înțelege situația unor bunuri sau drepturi care nu sunt în posesia nici unei persoane, fizice sau juridice. Un exemplu este domeniul public, ce consistă din spațiul radio-electronic, domeniul minier, apele terestre, apele continentale, gazele naturale etc.
Alte ordine juridice consideră că domeniul public este format din acele bunuri al căror titular este o comunitate.

## Domeniul public pentru opere intelectuale
Domeniul public conține operele intelectuale sau cunoștințele în care nici o persoană sau organizație nu are un interes personal (drept de autor sau patent de invenție).
În scopul încurajării creației intelectuale, statul poate acorda un monopol limitat în timp în ceea ce privește multiplicarea unei opere (în cazul dreptului de autor) sau aplicarea unei invenții (în cazul patentelor). La expirarea acestui monopol, respectivele creații trec automat în domeniul public și pot fi folosite în mod liber de oricine, deseori în scopul dezvoltării ulterioare a domeniului.
În acest sens, textele intră în domeniul public la 50 de ani de la moartea autorului lor, în concordanță cu Convenția de la Berna, deși aceasta dă dreptul țărilor semnatare să mărească limita de protecție a drepturilor de autor (în România această limită este de 70 de ani).
De asemenea, autorul poate decide să renunțe la protecția dreptului de autor, acordând oricărei entități interesate dreptul de a-i folosi opera.
Termenul "domeniu public" se abreviază în aceste cazuri cu PD (Public Domain - în engleză).
Operele din domeniul public nu trebuie confundate cu operele libere (în sensul licențelor GPL, LGPL sau licența GNU pentru documentație liberă), pentru că aceste opere sunt distribuite doar conform legii dreptului de autor și pot fi folosite liber cu condiția respectării condițiilor impuse de licență - în acest caz păstrarea caracterului liber al oricărei opere derivate. După expirarea protecției dreptului de autor asupra lor, aceste limitări vor dispărea, permițând, de pildă, încorporarea lor în opere proprietare.